# 219. п. н. е.

## Догађаји
- Опсадом Сагунта почиње Други пунски рат.
- Почео Други илирско-римска рат